# Jászapáti

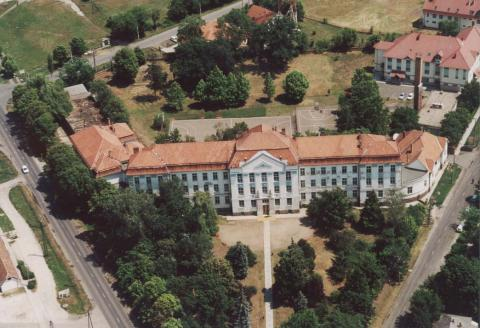
Gymnasieskola i Jászapáti.

Jászapáti är en mindre stad i provinsen Jász-Nagykun-Szolnok i Ungern. Jászapáti ligger i distriktet med samma namn och hade år 2019 totalt 8 299 invånare.